# وهم‌ها و دروغ‌ها
وهم‌ها و دروغ‌ها (انگلیسی: Lies & Illusions) یک فیلم سینمایی آمریکایی محصول سال ۲۰۰۹ در ژانر اکشن و معمایی به کارگردانی تیبور تاکاچ با بازی کریستین اسلیتر و کوبا گودینگ جونیور است.

## داستان
داستان فیلم در مورد دروغگویی یک زن به نامزدش و سوء استفاده از موقعیت همسرش برای رسیدن به یک گنج است …

### تولید
فیلمبرداری اصلی از مارس ۲۰۰۸در واشینگتن آغاز شد.